# NGC 1820
NGC 1820 је расејано звездано јато у сазвежђу Златна риба које се налази на NGC листи објеката дубоког неба.
Деклинација објекта је - 67° 15' 18" а ректасцензија 5h 4m 4,0s. Привидна величина (магнитуда) објекта NGC 1820 износи 9,0. NGC 1820 је још познат и под ознакама ESO 85-SC39.